# Atletiek op de Olympische Zomerspelen 2020 – 400 meter horden vrouwen
De 400 meter horden voor vrouwen  op de Olympische Zomerspelen 2020 vond plaats op zaterdag 31 juli, maandag 2 en woensdag 4 augustus 2021 in het  Olympisch Stadion. Sydney McLaughlin uit de Verenigde Staten won goud in een wereldrecord (51,46) voor Dalilah Muhammad eveneens uit de Verenigde Staten. Femke Bol uit Nederland eindigde als derde in een nieuw Europees record (52,03).

## Records
Voorafgaand aan het toernooi waren dit het wereldrecord en het olympisch record.
| Wereldrecord     | Sydney McLaughlin | 51,90 | Eugene | 27 juni 2021     |
| Olympisch record | Melaine Walker    | 52,64 | Peking | 20 augustus 2008 |

## Resultaten
De volgende afkortingen worden gebruikt:
- Q - Gekwalificeerd door eindplaats
- q - Gekwalificeerd door eindtijd
- PB Persoonlijke besttijd
- SB Beste seizoensprestatie van atlete

### Series
De eerste vier van elke serie kwalificeerden zich direct voor de halve finales (Q). Van de overgebleven atleten kwalificeerden de vier tijdsnelsten zich ook voor de halve finales (q).

#### Serie 1
| Rang | Baan | Atlete              | Land | Reactie | Tijd  | Bijz. |
| ---- | ---- | ------------------- | ---- | ------- | ----- | ----- |
| 1    | 9    | Viktorija Tkatsjoek | UKR  | 0,256   | 54,80 | Q     |
| 2    | 3    | Melissa González    | COL  | 0,146   | 55,32 | Q, NR |
| 3    | 7    | Anna Cockrell       | USA  | 0,213   | 55,37 | Q     |
| 4    | 8    | Sage Watson         | CAN  | 0,176   | 55,54 | Q     |
| 5    | 6    | Yadisleidis Pedroso | ITA  | 0,186   | 55,57 | q, SB |
| 6    | 5    | Amalie Iuel         | NOR  | 0,129   | 55,65 | q     |
| 7    | 2    | Aminat Jamal        | BRN  | 0,208   | 55,90 | SB    |
| 8    | 4    | Hanne Claes         | BEL  | 0,174   | 56,38 | SB    |

#### Serie 2
| Rang | Baan | Atlete            | Land | Reactie | Tijd  | Bijz.  |
| ---- | ---- | ----------------- | ---- | ------- | ----- | ------ |
| 1    | 2    | Anna Ryzhykova    | UKR  | 0,191   | 54,56 | Q      |
| 2    | 7    | Janieve Russell   | JAM  | 0,159   | 54,81 | Q      |
| 3    | 9    | Paulien Couckuyt  | BEL  | 0,182   | 54,90 | Q, NR  |
| 4    | 8    | Linda Olivieri    | ITA  | 0,130   | 55,54 | Q, =PB |
| 5    | 6    | Viivi Lehikoinen  | FIN  | 0,155   | 55,67 |        |
| 6    | 3    | Noelle Montcalm   | CAN  | 0,197   | 55,85 | SB     |
| 7    | 5    | Meghan Beesley    | GBR  | 0,165   | 55,91 |        |
| 8    | 4    | Chayenne da Silva | BRA  | 0,165   | 57,55 |        |

#### Serie 3
| Rang | Baan | Atlete              | Land | Reactie | Tijd  | Bijz.     |
| ---- | ---- | ------------------- | ---- | ------- | ----- | --------- |
| 1    | 5    | Sydney McLaughlin   | USA  | 0,180   | 54,65 | Q         |
| 2    | 7    | Gianna Woodruff     | PAN  | 0,268   | 55,49 | Q         |
| 3    | 9    | Sara Slott Petersen | DEN  | 0,161   | 55,52 | Q         |
| 4    | 8    | Quách Thị Lan       | VIE  | 0,150   | 55,71 | Q, SB     |
| 5    | 3    | Eleonora Marchiando | ITA  | 0,166   | 56,82 |           |
| 6    | 4    | Mariya Mykolenko    | UKR  | 0,200   | 57,86 | TR 16.5.3 |
| —    | 6    | Leah Nugent         | JAM  | 0,240   | DQ    | TR 17.3.1 |
| —    | 2    | Jessie Knight       | GBR  | —       | DNF   | —         |

#### Serie 4
| Rang | Baan | Atlete           | Land | Reactie | Tijd  | Bijz.   |
| ---- | ---- | ---------------- | ---- | ------- | ----- | ------- |
| 1    | 8    | Femke Bol        | NED  | 0,194   | 54,43 | Q       |
| 2    | 7    | Tia-Adana Belle  | BAR  | 0,166   | 55,69 | Q, SB   |
| 3    | 3    | Wenda Nel        | RSA  | 0,194   | 56,06 | Q       |
| 4    | 5    | Jessica Turner   | GBR  | 0,186   | 56,83 | Q       |
| 5    | 6    | Sarah Carli      | AUS  | 0,167   | 56,93 | SB      |
| 6    | 9    | Yasmin Giger     | SUI  | 0,165   | 57,03 |         |
| —    | 2    | Ronda Whyte      | JAM  | —       | DQ    | TR 16.8 |
| —    | 4    | Sparkle McKnight | TTO  | —       | DNS   | —       |

#### Serie 5
| Rang | Baan | Atlete             | Land | Reactie | Tijd  | Bijz. |
| ---- | ---- | ------------------ | ---- | ------- | ----- | ----- |
| 1    | 3    | Dalilah Muhammad   | USA  |         | 53,97 | Q     |
| 2    | 5    | Carolina Krafzik   | GER  | 0,189   | 54,72 | Q, PB |
| 3    | 9    | Lea Sprunger       | SUI  | 0,186   | 54,74 | Q, SB |
| 4    | 8    | Joanna Linkiewicz  | POL  | 0,130   | 54,93 | Q, PB |
| 5    | 6    | Zurian Hechavarría | CUB  | 0,181   | 54,99 | q, PB |
| 6    | 7    | Emma Zapletalová   | SVK  | 0,166   | 55,00 | q     |
| 7    | 2    | Line Kloster       | NOR  | 0,151   | 56,45 |       |
| 8    | 4    | Loubna Benhadja    | ALG  | 0,200   | 57,19 | PB    |

### Halve finales
De eerste twee van elke halve finale kwalificeerden zich direct voor de finale (Q). Van de overgebleven atleten kwalificeerden de twee tijdsnelsten zich ook voor de finale (q).

#### Halve finale 1
| Rang | Baan | Atlete           | Land | Reactie | Tijd  | Bijz. |
| ---- | ---- | ---------------- | ---- | ------- | ----- | ----- |
| 1    | 7    | Dalilah Muhammad | USA  | 0,186   | 53,30 | Q     |
| 2    | 6    | Janieve Russell  | JAM  | 0,151   | 54,10 | Q     |
| 3    | 5    | Paulien Couckuyt | BEL  | 0,164   | 54,47 | NR    |
| 4    | 4    | Carolina Krafzik | GER  | 0,172   | 54,96 |       |
| 5    | 8    | Sage Watson      | CAN  | 0,163   | 55,51 |       |
| 6    | 3    | Quách Thị Lan    | VIE  | 0,188   | 56,78 |       |
| 7    | 9    | Linda Olivieri   | ITA  | 0,120   | 57,03 |       |
| 8    | 2    | Amalie Iuel      | NOR  | 0,121   | 57,61 |       |

#### Halve finale 2
| Rang | Baan | Atlete             | Land | Reactie | Tijd  | Bijz. |
| ---- | ---- | ------------------ | ---- | ------- | ----- | ----- |
| 1    | 5    | Sydney McLaughlin  | USA  | 0,204   | 53,03 | Q     |
| 2    | 4    | Gianna Woodruff    | PAN  | 0,207   | 54,22 | Q, NR |
| 3    | 6    | Anna Ryzhykova     | UKR  | 0,162   | 54,23 | q     |
| 4    | 3    | Zurian Hechavarría | CUB  | 0,167   | 55,21 |       |
| 5    | 9    | Joanna Linkiewicz  | POL  | 0,157   | 55,67 |       |
| 6    | 2    | Emma Zapletalová   | SVK  | 0,136   | 55,79 |       |
| 7    | 8    | Wenda Nel          | RSA  | 0,189   | 56,35 |       |
| 8    | 7    | Tia-Adana Belle    | BAR  | 0,146   | 59,26 |       |

#### Halve finale 3
| Rang | Baan | Atlete              | Land | Reactie | Tijd    | Bijz.   |
| ---- | ---- | ------------------- | ---- | ------- | ------- | ------- |
| 1    | 5    | Femke Bol           | NED  | 0,215   | 53,91   | Q       |
| 2    | 8    | Anna Cockrell       | USA  | 0,174   | 54,17   | Q       |
| 3    | 7    | Viktorija Tkatsjoek | UKR  | 0,224   | 54,25   | q       |
| 4    | 6    | Lea Sprunger        | SUI  | 0,140   | 55,12   |         |
| 5    | 2    | Yadisleidis Pedroso | ITA  | 0,181   | 55,80   |         |
| 6    | 4    | Melissa González    | COL  | 0,191   | 57,47   |         |
| 7    | 3    | Jessica Turner      | GBR  | 0,185   | 1:00,36 |         |
| —    | 9    | Sara Slott Petersen | DEN  | 0,165   | DQ      | TR 22.6 |

### Finale
| Rang   | Baan | Atlete              | Land | Reactie | Tijd  | Bijz.     |
| ------ | ---- | ------------------- | ---- | ------- | ----- | --------- |
| Goud   | 4    | Sydney McLaughlin   | USA  | 0,163   | 51,46 | WR, OR    |
| Zilver | 7    | Dalilah Muhammad    | USA  | 0,200   | 51,58 | PB        |
| Brons  | 5    | Femke Bol           | NED  | 0,165   | 52,03 | AR        |
| 4      | 6    | Janieve Russell     | JAM  | 0,136   | 53,08 | PB        |
| 5      | 2    | Anna Ryzhykova      | UKR  | 0,177   | 53,48 |           |
| 6      | 3    | Viktorija Tkatsjoek | UKR  | 0,206   | 53,79 | PB        |
| 7      | 9    | Gianna Woodruff     | PAN  | 0,235   | 55,84 |           |
| —      | 8    | Anna Cockrell       | USA  | 0,167   | DQ    | TR 17.3.1 |

1984: Nawal El Moutawakel ·
1988: Debbie Flintoff-King ·
1992: Sally Gunnell ·
1996: Deon Hemmings ·
2000: Irina Privalova ·
2004: Fani Chalkia ·
2008: Melaine Walker ·
2012: Lashinda Demus ·
2016: Dalilah Muhammad ·
2020: Sydney McLaughlin ·
2024: Sydney McLaughlin-Levrone